# قبعات (العدين)

تعديل مصدري - تعديل

قبعات محلة تابعة لقرية السبلة، التابعة لعزلة بني هات بمديرية العدين إحدى مديريات محافظة إب في الجمهورية اليمنية، بلغ تعداد سكانها 64 حسب تعداد اليمن لعام 2004.